# Theodor Heuss
Theodor Heuss (n. 31 ianuarie 1884, Brackenheim, Baden-Württemberg, Germania – d. 12 decembrie 1963, Stuttgart, Germania) a fost un om politic german al Partidului Liber Democrat (FDP), care a îndeplinit funcția de președinte al RFG în perioada 1949-1959. 

## Biografie
El a fost jurnalist de profesie. Fiind membru al Partidulului Democrat German (DDP), a fost membru al Reichstagului din 1924 până în 1928 și din 1930 până în 1933. După cel de-al Doilea Război Mondial, a fost ministru al educației în Württemberg-Baden în perioada 1945-1946. În 1948, a fost ales primul președinte al noului partid FDP. Din 1949 a fost primul președinte al Republicii Federale Germania. Reales în 1954, a ramăs in funcție pănă în 1959.

## Lucrări
- Erinnerungen 1905–1933, Editura Wunderlich, Tübingen 1963